# Talsperre Alto Rabagão
Die Talsperre Alto Rabagão (portugiesisch Barragem do Alto Rabagão, auch als Barragem dos Pisões bekannt) befindet sich in der Region Nord Portugals im Distrikt Vila Real. Sie staut den Fluss Rabagão, einen linken bzw. südlichen Nebenfluss des Cávado zu einem Stausee (port. Albufeira (da Barragem) do Alto Rabagão) auf. Flussabwärts der Talsperre Alto Rabagão liegt zunächst die Gemeinde Vila da Ponte und danach die Talsperre Venda Nova. Nördlich des Stausees verläuft die Nationalstraße (port. Estrada Nacional) N103.
Mit dem Projekt zur Errichtung der Talsperre wurde im Jahre 1957 begonnen. Der Bau wurde 1964 fertiggestellt. Die Talsperre dient der Stromerzeugung. Sie ist im Besitz der Companhia Portuguesa de Produção de Electricidade (CPPE).

## Absperrbauwerk
Das Absperrbauwerk besteht aus einer Bogenstaumauer in der Mitte, flankiert von Gewichtsstaumauern an den Seiten. Sie ist aus Beton gefertigt und hat eine Höhe von 94 m über der Gründungssohle. Die Mauerkrone liegt auf einer Höhe von 880 m über dem Meeresspiegel. Ihre Länge beträgt 1.897 (bzw. 1.970) m. Das Volumen des Bauwerks beträgt 1.117.000 m³.
Die Staumauer verfügt sowohl über einen Grundablass als auch über eine Hochwasserentlastung. Über den Grundablass können maximal 360 m³/s abgeleitet werden, über die Hochwasserentlastung maximal 500 m³/s. Das Bemessungshochwasser liegt bei 860 m³/s.

## Stausee
Beim normalen Stauziel von 880 m (maximal 880,1 m bei Hochwasser) erstreckt sich der Stausee über eine Fläche von rund 22,12 km² und fasst 568,69 Mio. m³ Wasser – davon können 557,92 (bzw. 550) Mio. m³ zur Stromerzeugung genutzt werden. Das minimale Stauziel, bei dem die Maschinen noch betrieben werden können, liegt bei 829 m. Mit den nutzbaren 550 Mio. m³ Wasser können 973,1 Mio. kWh erzeugt werden.

## Kraftwerk
Das Pumpspeicherkraftwerk Alto Rabagão ist mit einer installierten Leistung von 68 (bzw. 72) MW eines der kleineren Wasserkraftwerke in Portugal. Die durchschnittliche Jahreserzeugung liegt bei 97 (bzw. 83, 85,2 oder 95) Mio. kWh.
Die zwei Francis-Turbinen des Kraftwerks befinden sich in einem Maschinenhaus am Fuße der Staumauer. Sie leisten jede maximal 36,75 (bzw. 34) MW und die Generatoren 45 MVA. Die Nenndrehzahl der Turbinen liegt bei 428/min. Die Pumpen haben jede eine maximale Leistung von 31,7 MW; eine Pumpe kann maximal 18 m³/s transportieren. Die Nennspannung der Generatoren beträgt 10 kV. In der Schaltanlage wird die Generatorspannung von 10 kV mittels Leistungstransformatoren auf 165 kV hochgespannt.
Die minimale Fallhöhe beträgt 129 m, die maximale 185 m. Der maximale Durchfluss liegt bei 25,7 m³/s.
Das Kraftwerk ist im Besitz der CPPE, wird aber von Energias de Portugal (EDP) betrieben.